# عبد المنعم إمام
 عبد المنعم إمام (1988 -)، هو أمين سر لجنة الخطة والموازنة بمجلس النواب المصري ورئيس حزب العدل.

## نشأته وحياته
ولد عبد المنعم سنة 1988، بمدينة المحلة الكبرى في محافظة الغربية، نشأ في عائلة ذات تاريخ سياسي، فجده الأكبر «على إمام»، كان عضو الهيئة العليا عن الغربية بحزب الوفد، عند تولى النحاس باشا رئاسة وزراء مصر في أربعينيات القرن العشرين، حصل على بكالوريوس في التجارة من جامعة طنطا.

## مناصب
- مدير إداري بأحد شركات الغاز الكبرى في مصر.
- استشاري تطوير إداري وإعادة هيكلة للمنشأت الصناعية متوسطة الحجم.
- مدرب معتمد في مجالات إعادة هيكلة وبناء المؤسسات غير الحكومية.
- كاتب غير منتظم، وله اسهامات في صفحات الرأي بعدد من الصحف المصرية المستقلة مثل "المصري اليوم" و"دوت مصر" و"نهضة مصر".

### سياسية
- أصغر مؤسس حزب في تاريخ مصر السياسى حيث كان وكيل لمؤسسى حزب العدل وعمره 22 عام. كم انه يعد حاليًا اصغر رئيس حزب سياسي في مصر.
- أصغر من تولى امين سر لجنه الخطة والموازنه بتاريخ الحياة النيابية المصرية.
- تدرج في العمل السياسي داخل حزب "العدل" منذ تأسيسه، بداية من موقع وكيل مؤسسي الحزب، مروراً بانتخابه كأمين عام، ثم اختياره كنائب لرئيس الحزب فرئيسه.
- شارك في تأسيس حزب "الجبهة الديمقراطية"، واختير عضوا بالهيئة العليا للحزب عام 2007، مما جعله أصغر عضو هيئة عليا لحزب سياسي في تاريخ الأحزاب المصرية حينها، ثم جرى انتخابه كأول أمين عام لشباب حزب "الجبهة" على مستوى الجمهورية.
- شارك في تأسيس "اتحاد الشباب الليبرالي العربي" العام 2008،
- أسس وعدد من النشطاء "الحملة الشعبية لدعم مطالب التغيير" في أغسطس من العام 2009. – شارك في تأسيس "الجمعية الوطنية للتغيير" عام 2010.
- عضو البرلمان المصري الحالي.